# Un sorso in più
Un sorso in più è un album live di Carmen Consoli, pubblicato nel 2002.

## Descrizione
L'album è stato registrato dal vivo a Milano il 22 e il 23 ottobre 2002, in occasione della partecipazione della cantante siciliana e della sua band alla trasmissione di MTV Italia Supersonic, condotta da Paola Maugeri.
Il disco è stato successivamente pubblicato il 24 novembre 2003. Contiene anche la cover di una canzone di Kylie Minogue, Can't Get You Out of My Head.
Il concerto ripercorreva l'intera carriera della Consoli, dai brani del primo album, Due parole, a quelli di L'eccezione, l'album pubblicato nei giorni stessi dell'esibizione. Un sorso in più è il titolo di una canzone dell'album Confusa e felice, non presente però nella scaletta di questo "live".

## Tracce
Testi e musiche di Carmen consoli, eccetto dove indicato.
1. Venere – 3:16
2. Parole di burro – 3:51
3. Moderato in Re minore – 4:23
4. L'eccezione – 3:17
5. Pioggia d'aprile – 3:17
6. Masino – 2:39
7. Fiori d'arancio – 3:34
8. Matilde odiava i gatti – 3:40
9. Fino all'ultimo – 5:13
10. Bésame Giuda – 3:51
11. L'ultimo bacio – 3:50
12. In bianco e nero – 4:08
13. Confusa e felice – 3:45
14. Quello che sento – 3:50
15. Amore di plastica – 3:30 (Carmen Consoli, Mario Venuti)
16. Can't Get You Out of My Head – 3:23 (Cathy Dennis, Rob Davis)

## Formazione
- Carmen Consoli: chitarra acustica, chitarra elettrica, voce
- Massimo Roccaforte: chitarra elettrica, mandolino, cori
- Santi Pulvirenti: chitarra elettrica, cori
- Leandro Misuriello: basso
- Puccio Panettieri: batteria, percussioni

## Classifiche
| Classifica | Posizione massima |
| ---------- | ----------------- |
| Italia     | 16                |